# Majątek (Krzyczew)
Majątek – część wsi Krzyczew w Polsce, położona w województwie lubelskim, w powiecie bialskim, w gminie Terespol.
W latach 1975–1998 Majątek należał administracyjnie do województwa bialskopodlaskiego.